# Questo sono io (autobiografia)
Questo sono io è un libro scritto da Gigi D'Alessio nel 2009 e pubblicato alla Arnoldo Mondadori Editore.

## Trama
Il libro, proprio come l'album omonimo, è autobiografico. Il cantante napoletano racconta della sua infanzia, la sua famiglia d'origine, la passione per la musica. Parla della storia d'amore con la collega Anna Tatangelo e dei timori avuti di fronte all'idea di iniziare una nuova vita sentimentale. Nel libro si può leggere anche della rivalità con Pino Daniele, e del concerto del 2000 a Piazza del Plebiscito, quando Pippo Baudo salì sul palco fingendo di prendere con lui una tazza di caffè.

## Canzoni citate
- 'Na tazz'e cafè (1976), di Pino Daniele
- Padre per metà (1996), dedicata al figlio Claudio
- Il cammino dell'età (2001), dedicata alla figlia Ilaria
- Babbo Natale non c'è (2008), dedicata al figlio Luca
- Male d'amore (2008), dedicata ad Anna Tatangelo
- Addò sò 'nato ajere (2008), che parla della sua passione per la musica e della Napoli della sua infanzia
- Non c'è vita da buttare (2004)
- Donna Sofì (2002), dedicata a Sophia Loren, durante l'esibizione del 32º Premio Barocco
- Caro Renato (2002), scritta come omaggio a Renato Carosone, quando morì nel 2001